# Peret (Sänger)
Peret (* 24. März 1935 in Mataró; † 27. August 2014 in Barcelona; eigentlich Pedro Pubill i Calaf) war ein spanischer Sänger und Gitarrist. Er galt als herausragender Vertreter der katalanischen Rumba.

## Leben
Während seiner Kindheit war Peret mehr mit seinem Vater, einem fahrenden Textilhändler, in Katalonien und auf den Baleareninseln unterwegs als in der Schule. Gleichzeitig wurde er aber auch von Anfang an sehr vertraut mit der Gitarrenmusik der Gitanos und bereits mit zwölf Jahren stand er selbst zusammen mit einer Cousine als Musiker bei einem Kinderfestival auf der Bühne des Tívoli in Barcelona. Damals kam es auch zu einer ersten mittlerweile verschollenen Plattenaufnahme.
Seinen Lebensunterhalt verdiente er anfangs wie sein Vater als fahrender Händler und verbrachte auch einige Zeit in Argentinien. Als Musiker trat er nur nebenbei auf, machte sich aber bald einen Namen in und um Barcelona und nahm schließlich ab 1957 auch einige Platten auf. Musikalisch orientierte er sich in Richtung der von dem Musiker El Pescaílla populär gemachten Rumba catalana.
Bekannt wurde er auch durch seinen temperamentvollen Spielstil, der El ventilador (Ventilator-Stil) genannt wird. Er kreist mit dem Schlagarm und wirbelt die Gitarre um ihre Achse. Ebenso nutzt er den Gitarrenkörper durch Schlagen und Klopfen und Hin- und Herwerfen auch als Perkussionsinstrument.

### Durchbruch
Mitte der 1960er begann Perets große Karriere mit dem Gang in die Hauptstadt Madrid. Mit einer Mischung aus der Musik seiner Heimat, kubanischen Klängen, Flamenco und modernem Rock ’n’ Roll entwickelte er einen Musikstil, der auch die Popmusik- und Discoszene der Zeit erobern konnte. Vor allem in Spanien bekannte Hits aus dieser Zeit sind El muerto vivo, Una lágrima, El gitano Antón, Don Toribio Carambola und andere. Seine Erfolge brachten ihm den Beinamen Rey de la Rumba, König der Rumba, ein.
Mehrfach wirkte er auch als Sänger in spanischen Spielfilmen mit. Besonders Anfang der 1970er Jahre hatte er auch einige andere Filmrollen, eine Karriere als Schauspieler wurde aber nicht daraus.
Seinen größten musikalischen Hit hatte Peret 1971. Der Song Borriquito wurde nicht nur in Spanien zum Sommerhit. Da das Land mittlerweile auch zu einem beliebten Ferienziel geworden war, nahmen die Spanienurlauber das Lied wieder mit zurück in ihre Heimatländer und es wurde auf dem ganzen Kontinent ein großer Hit, erreichte in den Hitparaden unter anderem Platz 1 in Deutschland, Belgien und den Niederlanden und Platz 2 in der Schweiz. Den Erfolg machte dabei vor allem der einfache, kinderliedhafte Refrain und die stimmungsmachende Melodie aus, was das Lied zu einem mitsingbaren Ohrwurm machte.
Allerdings misslang der Versuch, in den folgenden Jahren international an den Erfolg anzuknüpfen. Die typische Rumba von Peret blieb in ihrer Popularität auf Spanien und Lateinamerika beschränkt. 1974 versuchte er es noch einmal über den Eurovisions-Grand-Prix in Europa. Mit Canta y sé feliz erreichte er jedoch am Ende nur einen mittelmäßigen neunten Platz und schaffte auch keine Rückkehr in die internationalen Hitparaden. In Spanien war das Lied dagegen ein weiterer Sommerhit.

### Religion

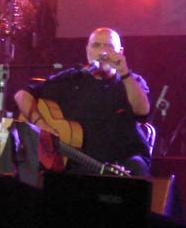
Peret, 2007

Während der gesamten 1970er Jahre setzte Peret seine erfolgreiche Musikkarriere in seiner Heimat fort. 1982 zog er sich dann überraschend komplett von der Musik zurück, schloss sich der Iglesia Evangélica de Filadelfia, der größten religiösen Gemeinschaft der spanischen Gitanos (Roma), an. Er widmete sich in den folgenden Jahren ausschließlich dem Predigen und religiösen Aktivitäten.
Erst 1991, nach seinem Austritt aus der Kirche, kehrte er zur Musik zurück und nahm auch wieder neue Alben auf. Eine besondere Ehre wurde ihm 1992 zuteil, als er als Vertreter Kataloniens bei den Olympischen Spielen in Barcelona auf der Schlussveranstaltung sang, was ein Ausdruck der Wertschätzung seines Schaffens in seiner Heimat war. 2000 erschien das Album Rey de la Rumba, eine Neuaufnahme seiner größten Hits zusammen mit anderen bekannten Künstlern.

## Diskografie
Alben
- Peret (1969)
- Canta para el cine (1970)
- Peret (1971)
- Peret (1972)
- Peret (1973)
- Peret (1975)
- Saboreando (1978)
- Peret (1978)
- El joven Peret (1979)
- El jilguero (1980)
- De coco a la paja (1981)
- Saboreando a Peret (1988)
- No se pué aguantar (1991, ES: Gold)[3]
- Gitana hechicera (1992)
- Como me gusta (1993)
- Que disparen flores (1995)
- Jesus de Nazareth (1996)
- Rey de la Rumba (2000, ES: Gold)
- Marujas Asesinas (2001)
- Que levante el dedo (2007)
- De los cobardes nunca se ha escrito nada (2009)
- Des del respecte (2017, posthum)

Internationale Singles
- Borriquito (1971)
- Voy voy (1971)
- Ni fu ni fa (1972)
- El mosquito (1973)
- Canta y sé feliz (1974)
- Saboreando (1978)
- Borriquito-Mix (1988)

## Filmografie
Hauptrollen
- Amor a todo gas (1969)
- El meson del gitano (1970)
- A mi las mujeres ni fu ni fa (1971)
- Que cosas tiene el amor (1973)
- Si fulano fuese mengano (1974)

Nebenrollen und Komparserie
- Los Tarantos (1963)
- Las cuatro bodas de Marisol (1967)
- El taxi de los conflictos (1968)
- Un dia despues de agosto (1968)
- Alma gitana (1996)
- Marujas asesinas (2001)
- Lazos rotos (2008)